# Danh sách Tượng đài Quốc gia Hoa Kỳ
Hoa Kỳ có 108 khu vực được gọi là tượng đài quốc gia. Tổng thống của Hoa Kỳ có thể thiết lập một tượng đài quốc gia không cần phải thông qua Quốc hội Hoa Kỳ. Đạo luật Antiquities năm 1906 cho phép tổng thống công bố "danh lam lịch sử, kiến trúc lịch sử và tiền sử, và các đối tượng khác có tầm quan trọng về lịch sử hay khoa học" là tượng đài quốc gia. Mối quan tâm về việc bảo vệ di tích của người Indian chủ yếu là tàn tích và cổ vật được gọi chung là cổ vật trên đất liên bang tại miền Tây Hoa Kỳ. Mục đích của nó là cho phép tổng thống nhanh chóng bảo vệ đất công mà không cần chờ pháp luật thông qua. Mục tiêu cuối cùng là để bảo vệ tất cả các di tích lịch sử và tiền sử trên vùng đất liên bang Hoa Kỳ.
Tổng thống Theodore Roosevelt thành lập tượng niệm quốc gia đầu tiên, đó là Tháp Devils ở Wyoming vào ngày 24 tháng 9 năm 1906. Ông đã thành lập 18 tượng đài quốc gia, mặc dù chỉ còn có 9 địa điểm vẫn còn trong danh sách đó. Mười sáu tổng thống đã công bố hình thành các tượng đài quốc gia kể từ khi chương trình bắt đầu, chỉ có Richard Nixon, Ronald Reagan và George HW Bush đã không công bố hình thành tượng đài quốc gia nào  Bill Clinton là tổng thống công bố nhiều tượng đài quốc gia nhất với 19 địa danh, và mở rộng thêm 3 địa danh khác.. Jimmy Carter bảo vệ phần lớn các tượng đài của Alaska, tuyên bố 15 tượng đài quốc gia, một số trong đó sau này đã hình thành vườn quốc gia. Barack Obama là tổng thống gần đây nhất đã công bố 5 tượng đài quốc gia nữa theo Đạo luật Antiquities vào 25 tháng 3 năm 2013.
Có tất cả 28 bang và lãnh thổ hải ngoại có di tích quốc gia, bao gồm cả Đặc khu Columbia, quần đảo Virgin, Samoa thuộc Mỹ và quần đảo Bắc Mariana. Arizona là bang có số tượng đài quốc gia nhiều nhất với 18 tượng đài, tiếp theo là New Mexico và California với lần lượt là mười ba và mười tượng đài quốc gia. Có 57 tượng đài quốc gia bảo vệ những nơi có tầm quan trọng về tự nhiên, bao gồm 10 tượng đài về địa chất, 7 tượng đài biển đảo, và 5 là những núi lửa. Có tất cả 22 tượng đài quốc gia có liên quan đến người Mỹ bản địa, 28 là các tượng đài lịch sử khác, bao gồm 12 pháo đài.
Nhiều tượng đài quốc gia không còn trong danh sách bởi một số đã được thay đổi để hình thành vườn quốc gia, một số khác đã được chuyển giao cho nhà nước kiểm soát hoặc xóa bỏ.

## Danh sách
Sáu cơ quan liên bang trong 4 bộ phận quản lý 103 tượng đài quốc gia Hoa Kỳ hiện nay. Trong số này, 98 tượng đài được quản lý bởi một cơ quan duy nhất, trong khi 5 được quản lý bởi hai cơ quan đồng quản lý. Chỉ có 75 trong số 76 tượng đài quốc gia được quản lý bởi Cục Công viên Quốc gia Hoa Kỳ (NPS) là đơn vị chính thức bởi vì Tượng đài quốc gia Grand Canyon-Parashant trùng lặp với Khu giải trí quốc gia Hồ Mead.
| Cơ quan                                                       | Bộ             | Đồng quản lý                                       | Số tượng đài |
| ------------------------------------------------------------- | -------------- | -------------------------------------------------- | ------------ |
| Cục Công viên Quốc gia Hoa Kỳ (NPS)                           | Bộ Nội vụ      | 2 với BLM, 2 với FWS                               | 79           |
| Cục Quản lý đất đai Hoa Kỳ (BLM)                              | Bộ Nội vụ      | 2 với NPS, 1 với USFS                              | 19           |
| Cục Kiểm lâm Hoa Kỳ (USFS)                                    | Bộ Nông nghiệp | 1 với BLM                                          | 7            |
| Cục Hoang dã và Cá Hoa Kỳ (FWS)                               | Bộ Nội vụ      | 1 với NOAA, 2 với NPS                              | 7            |
| Lực lượng vũ trang Hưu trí Hoa Kỳ (AFRH)                      | Bộ Quốc phòng  | 1 với Ủy nhiệm Quốc gia về bảo tồn Di tích Lịch sử | 1            |
| Đoàn Ủy nhiệm Quản trị Khí quyển và Đại dương Quốc gia (NOAA) | Bộ Thương mại  | 1 với FWS                                          | 1            |
| (trùng lặp)                                                   |                |                                                    | (6)          |
| Tổng                                                          | Tổng           | Tổng                                               | 108          |

### Tượng đài quốc gia
| Tên tượng đài quốc gia                                   | Hình ảnh | Cơ quan   | Vị trí                                                                | Thành lập            | Mô tả |
| -------------------------------------------------------- | -------- | --------- | --------------------------------------------------------------------- | -------------------- | --- |
| Đảo Admiralty                                            |          | USFS      | Alaska 57°38′B 134°21′T / 57,64°B 134,35°T                            | 1 tháng 12 năm 1978  | Chiếm hầu hết đảo Admiralty, hòn đảo lớn thứ 7 tại Hoa Kỳ, đài tưởng niệm này là một phần của rừng quốc gia Tongass nằm tại Alaska Panhandle. tại đây có số lượng lớn gấu xám, đen, và gấu nâu Bắc Mỹ cũng như các loài cá voi, dê núi, và nai. Hầu hết các di tích đã được tuyên bố là khu vực hoang dã Kootznoowoo, hạn chế sự phát triển trong tương lai. Khu khai thác mỏ Admiralty nằm trong khu vực tượng đài này. |
| African Burial Ground                                    |          | NPS       | New York 40°42′52″B 74°00′15″T / 40,7144°B 74,0042°T                  | 27 tháng 2 năm 2006  | Được hát hiện vào năm 1991 trong quá trình xây dựng một tòa nhà liên bang mới, đây là nơi đã từng chôn cất hài cốt của hơn 400 tù nhân nô lệ châu Phi trong các thế kỷ XVII và XVIII đã được chỉ định một Đài tưởng niệm lịch sử quốc gia vào năm 1993. |
| Agate Fossil Beds                                        |          | NPS       | Nebraska 42°24′58″B 103°43′41″T / 42,416°B 103,728°T                  | 14 tháng 6 năm 1997  | Thung lũng của sông Niobrara được biết đến với số lượng lớn hóa thạch động vật có vú thế Miocen cách đây khoảng 20 triệu năm trước vẫn còn được bảo quản rất tốt. |
| Agua Fria                                                |          | BLM       | Arizona 34°09′B 112°05′T / 34,15°B 112,08°T                           | 11 tháng 1 năm 2000  | Nằm trên hẻm núi của sông Agua Fria, nó bao gồm hơn 450 công trình khác nhau của người Mỹ bản địa, bao gồm cả các cấu trúc pueblo lớn với hơn 100 phòng. |
| Mỏ đá lửa Alibates                                       |          | NPS       | Texas 35°34′B 101°40′T / 35,57°B 101,67°T                             | 21 tháng 8 năm 1965  | Alibates đã được công nhận là mỏ đá lửa chất lượng tốt, được phân phối trên toàn Đại Bình nguyên Bắc Mỹ trong thời tiền Columbus. Nó tiếp giáp với Khu giải trí quốc gia Hồ Meredith và bao gồm những tàn tích một số ngôi làng của người thổ dân châu Mỹ. |
| Aniakchak                                                |          | NPS       | Alaska 56°54′B 158°09′T / 56,9°B 158,15°T                             | 1 tháng 12 năm 1978  | Núi Aniakchak, là ngọn núi lửa phun trào cách đây 3.500 năm trước và khu vực xung quanh tạo nên một trong những địa điểm đáng ghé thăm nhất. Hồ Surprise, có chu vi 6 dặm (9,7 km), rộng 2.500 feet (760 m) là hồ trên miệng núi lửa Aniakchak có nguồn từ sông Aniakchak. |
| Tàn tích Aztec                                           |          | NPS       | New Mexico 36°50′B 107°00′T / 36,83°B 107°T                           | 24 tháng 1 năm 1923  | Các di tích chứa cấu trúc Pueblo từ thế kỷ XI đến thế kỷ XIII với hơn 400 phòng cùng với những dấu tích về nơi định cư sớm của người Aztec. Nó nằm trong di sản thế giới của Công viên lịch sử quốc gia Chaco được công nhận vào năm 1987. |
| Bandelier                                                |          | NPS       | New Mexico 35°47′B 106°16′T / 35,78°B 106,27°T                        | 11 tháng 2 năm 1916  | Một khu di tích lịch sử, Bandelier chứa Hẻm núi Frijoles, trong đó có nhà của những người Pueblo cổ đại, kiva, tranh đá và tranh khắc đá. |
| Booker T. Washington                                     |          | NPS       | Virginia 37°07′23″B 79°45′58″T / 37,123°B 79,766°T                    | 2 tháng 4 năm 1956   | Tượng đài quốc gia Booker T. Washington bảo tồn các phần còn lại của trang trại thuốc lá rộng 207 mẫu Anh (0,84 km2) mà nhà giáo dục người Mỹ gốc Phi, nhà hùng biện, nhà lãnh đạo quyền dân sự Booker Taliaferro Washington sinh ra vào ngày 05 tháng 4 năm 1856. Trang trại có chứa bản sao của ngôi nhà Washington được sinh ra trong một xưởng làm thuốc lá, một nhà kho, lò rèn, một kho thuốc lá, và một chuồng ngựa.                                                                                                   |
| Rạn san hô Đảo Buck                                      |          | NPS       | Quần đảo Virgin 17°47′B 64°37′T / 17,79°B 64,62°T                     | 28 tháng 12 năm 1961 | Hầu hết diện tích 19.000 mẫu Anh (77 km2) của đài tưởng niệm này là dưới nước, nó có chứa một rạn san hô rào chắn lớn, cung cấp nơi trú ngụ và thức ăn cho một loạt các loài cá rạn san hô, rùa biển và chim nhạn biển. Rạn san hô này dựa vào Đảo Buck, một hòn đảo có diện tích 176 mẫu Anh (0,71 km2) và hoàn toàn không có người ở. |
| Cabrillo                                                 |          | NPS       | California 32°40′B 117°14′T / 32,67°B 117,24°T                        | 14 tháng 10 năm 1913 | Đài tưởng niệm này tưởng nhớ cuộc đổ bộ của Juan Rodríguez Cabrillo ở Vịnh San Diego vào ngày 28 tháng 9 năm 1542, đó là chuyến thám hiểm châu Âu đầu tiên vào khu vực bờ biển phía tây của Mỹ. Đài tưởng niệm bao gồm một bức tượng của Cabrillo và pháo binh ven biển xây dựng vào thế kỷ XVI để bảo vệ bến cảng San Diego trước tàu chiến của thù địch. |
| Bờ biển California                                       |          | BLM       | California 36°53′B 122°11′T / 36,89°B 122,18°T                        | 11 tháng 1 năm 2000  | Đài tưởng niệm này bảo vệ tất cả các đảo nhỏ, đá ngầm ven biển California trong khu vực 12 hải lý (22 km) từ đất liền, dọc theo toàn bộ 840 dặm (1.350 km) của dải bờ biển California. |
| Hẻm núi Chelly                                           |          | NPS       | Arizona 36°08′B 109°28′T / 36,13°B 109,47°T                           | 1 tháng 4 năm 1931   | Nằm trong ranh giới của Navajo Nation, nó bảo tồn các thung lũng và viền của các hẻm núi Chelly, Muerto. |
| Hẻm núi Ancients                                         |          | BLM       | Colorado 37°22′B 109°00′T / 37,37°B 109°T                             | 9 tháng 6 năm 2000   | Xung quanh Tượng đài quốc gia Hovenweep, nó bảo tồn và bảo vệ hơn 6.000 địa điểm khảo cổ tập trung lớn nhất ở Mỹ. |
| Cape Krusenstern                                         |          | NPS       | Alaska 67°25′B 163°30′T / 67,41°B 163,5°T                             | 1 tháng 12 năm 1978  | Đồng vị trí với Danh lam Lịch sử Quốc gia Hoa Kỳ Khu khảo cổ Quận Cape Krusenstern, đồng bằng ven biển này có đầm phá lớn và những ngọn đồi đá vôi. Tại đây ghi nhận sự thay đổi trong các bờ biển biển Chukchi, cũng như bằng chứng khảo cổ 9.000 năm sinh sống của con người. |
| Núi lửa Capulin                                          |          | NPS       | New Mexico 36°47′B 103°58′T / 36,79°B 103,96°T                        | 9 tháng 8 năm 1916   | Capulin là một ngọn núi lửa hình nón đã tắt có niên đại khoảng 59.000 tuổi và là một phần của Hệ thống núi lửa Raton-Clayton. Miệng núi lửa có đường kính rộng 400 feet (120 m) và sâu hơn 1.500 feet (460 m). |
| Đồng bằng Carrizo                                        |          | BLM       | California 35°10′B 119°45′T / 35,16°B 119,75°T                        | 12 tháng 1 năm 2001  | Đồng bằng Carrizo là đồng cỏ có nguồn gốc bản địa lớn nhất và duy nhất ở California. Nó chứa một phần của Đứt gãy San Andreas và được bao quanh bởi Dãy Temblor và Caliente. Ở trung tâm của vùng đồng bằng là Hồ Soda, gần Painted Rock. |
| Tàn tích Casa Grande                                     |          | NPS       | Arizona 32°59′B 111°32′T / 32,99°B 111,54°T                           | 3 tháng 8 năm 1918   | Đài tưởng niệm này bảo vệ một nhóm các cấu trúc bao quanh bởi một bức tường hợp chất trong Thung lũng Gila được xây dựng vào đầu thế kỷ XIII. Người Hohokam đã sinh sống ở đây cho đến khi họ bị rơi vào quên lãng vào giữa thế kỷ XV. |
| Cascade–Siskiyou                                         |          | BLM       | Oregon 42°05′B 122°28′T / 42,08°B 122,46°T                            | 9 tháng 6 năm 2000   | Một trong những khu vực có hệ sinh thái đa dạng nhất được tìm thấy trong Dãy Cascade, nó đã có hơn 100 di chỉ và nhà ở của những bộ tộc người Modoc, Klamath và Shasta. |
| Pháo đài San Marcos                                      |          | NPS       | Florida 29°53′53″B 81°18′40″T / 29,898°B 81,311°T                     | 15 tháng 10 năm 1924 | Pháo đài Tây Ban Nha này gần St Augustine, được gọi là Pháo đài Marion, phục vụ trong 205 năm, dưới bốn lá cờ khác nhau. Xây dựng vào năm 1672, nó đã tham gia vào cuộc vây hãm của người Anh trước những người Tây Ban Nha, cuộc Cách mạng Hoa Kỳ trước Anh, Nội chiến Hoa Kỳ thuộc Liên minh, và các cuộc chiến tranh Seminole và chiến tranh Tây Ban Nha-Mỹ thuộc Hoa Kỳ. |
| Pháo đài Clinton                                         |          | NPS       | New York 40°42′13″B 74°01′01″T / 40,7036°B 74,0169°T                  | 12 tháng 8 năm 1946  | Một pháo đài sa thạch tròn được xây dựng vào năm 1811 ở mũi phía nam của Manhattan để bảo vệ thành phố New York trước đế quốc Anh, pháo đài Clinton hiện đang nằm trong Công viên Battery. Sau đó nó đã trở thành một khu vườn bia, nhà hát, nhà ga nhập cư đầu tiên (Đảo Ellis), và một hồ cá công. |
| Cedar Breaks                                             |          | NPS       | Utah 37°38′B 112°51′T / 37,63°B 112,85°T                              | 22 tháng 8 năm 1933  | Một giảng đường bên hẻm núi tự nhiên tương tự như hình thành tại vườn quốc gia Bryce Canyon hay Red Canyon trong Rừng Quốc gia Dixie, Cedar Breaks trải dài trên 3 dặm (4,8 km) và sâu hơn 2.000 feet (610 m). |
| César E. Chávez                                          |          | NPS       | California 35°13′38″B 118°33′41″T / 35,2273°B 118,5614°T              | 8 tháng 10 năm 2012  | Đài tưởng niệm này kỷ niệm cuộc sống và công việc của nhà lãnh đạo lao động và nhà hoạt động dân sự người Mỹ gốc Mexico Cesar Chavez. Được gọi là La Paz, đài tưởng niệm này là nhà của Cesar Chavez trong khoảng 20 năm, và cũng là nơi chôn cất của ông. Đây cũng là vị trí của trụ sở của Hiệp hội công nông dân Hoa Kỳ (UFWA), được thành lập bởi Cesar Chavez. |
| Charles Young Buffalo Soldiers                           |          | NPS       | Ohio                                                                  | 25 tháng 3 năm 2013  | Charles Young là người Mỹ gốc Phi đầu tiên mang hàm đại tá trong quân đội Mỹ. Ông cũng là giám đốc đầu tiên của vườn quốc gia General Grant (nay là vườn quốc gia Kings Canyon) bảo vệ cây Sequoia khổng lồ và là giáo sư tại Đại học Wilberforce. Nhà của ông tại Wilberforce hiện nay là một bảo tàng tưởng niệm cuộc sống của mình. |
| Chimney Rock                                             |          | USFS      | Colorado 37°11′30″B 107°18′23″T / 37,1917°B 107,3064°T                | 21 tháng 9 năm 2012  | Được coi là viên ngọc quý của Rừng quốc gia San Juan, di chỉ này đã từng là nhà của tổ tiên người Pueblo bản địa. Khoảng 1.000 năm trước, tổ tiên người Pueblo xây dựng hơn 200 ngôi nhà và các tòa nhà nghi lễ tại đây. |
| Chiricahua                                               |          | NPS       | Arizona 32°01′B 109°21′T / 32,02°B 109,35°T                           | 18 tháng 4 năm 1924  | Những cột trụ của tro núi lửa đá ryolit là phần còn lại bị xói mòn sau những đợt núi lửa phun trào làm rung chuyển khu vực khoảng 27 triệu năm trước. Những tro trắng này sau đó cứng lại hình thành những cột trụ, và bị xói mòn bởi thời gian để hình thành được diện mạo như ngày nay. |
| Colorado                                                 |          | NPS       | Colorado 39°02′B 108°41′T / 39,04°B 108,69°T                          | 24 tháng 5 năm 1911  | Đài tưởng niệm này nằm gần Grand Junction, Colorado bao gồm những hẻm núi ngoạn mục cắt sâu và chạy theo chiều rộng của nó cùng với đó là hình thành đá bởi sự xói mòn. Tượng đài có diện tích 20.533 mẫu Anh (8.309 ha) chủ yếu là đất bán sa mạc cao trên cao nguyên Colorado. Tại đây có rất nhiều các loài động thực vật hoang dã bao gồm cả thông Pinyon, bách xù, quạ, giẻ cùi, Cừu sừng lớn Bắc Mỹ và sói đồng cỏ Bắc Mỹ.                                                                                              |
| Miệng núi lửa của Mặt Trăng                              |          | NPS, BLM  | Idaho 43°25′B 113°31′T / 43,42°B 113,52°T                             | 2 tháng 5 năm 1924   | Một trong những khu vực bảo tồn những sàn dung nham bazan tốt nhất ở khu vực Bắc Mỹ nằm tại Thung lũng Tách giãn Đại Idaho. Tại đây có vết rạn nứt bởi núi lửa sâu nhất thế giới. |
| Devils Postpile                                          |          | NPS       | California 37°30′B 119°05′T / 37,5°B 119,08°T                         | 6 tháng 5 năm 1911   | Là một khi một phần của Vườn quốc gia Yosemite, tượng đài này là một vách đá bazan màu tối, dạng cột được tạo ra bởi một dòng dung nham cách đây ít nhất 100.000 năm. Tại đây cũng có một thác nước cao 101 feet (31 m). |
| Tháp Devils                                              |          | NPS       | Wyoming 44°35′B 104°43′T / 44,59°B 104,72°T                           | 24 tháng 9 năm 1906  | Tháp là một khối đá lửa xâm nhập từ núi lửa cổ, tăng lên đáng kể ở độ cao 1.267 feet (386 m) so với khu vực xung quanh. Được công bố bởi Theodore Roosevelt, đây là tượng đài quốc gia đầu tiên của Hoa Kỳ. |
| Dinosaur                                                 |          | NPS       | Colorado, Utah 40°32′B 108°59′T / 40,53°B 108,98°T                    | 4 tháng 10 năm 1915  | Đây là sa thạch và Cuội kết được gọi là hình thành Morrison, được hình thành trong kỷ Jura, có chứa hóa thạch của các loài khủng long bao gồm Allosaurus, thằn lằn cổ dài và thằn lằn đuôi dài. |
| Effigy Mounds                                            |          | NPS       | Iowa 43°05′B 91°11′T / 43,09°B 91,19°T                                | 25 tháng 10 năm 1949 | Đài tưởng niệm này có ba di chỉ thời tiền sử với 206 gò tiền sử, đáng chú ý trong số này có 31 gò khác thường xây dựng trong hình dạng của động vật có vú, chim, bò sát. |
| El Malpais                                               |          | NPS       | New Mexico 34°53′B 108°03′T / 34,88°B 108,05°T                        | 31 tháng 12 năm 1987 | Nằm ở phía Nam cao nguyên Colorado, dòng dung nham chảy hình thành một chậu lớn đá sa thạch dốc đứng và được những cơn gió chạm khắc hình thành những ống dung nham, hang động trải dài hơn 17 dặm (27 km) cùng khu vực hoang dã Cebolla, rừng Rimrock nghệ thuật trên đá thời tiền sử và đường mòn Zuni-Acoma, một tuyến đường thương mại của người cổ đại Pueblo. |
| El Morro                                                 |          | NPS       | New Mexico 35°02′B 108°21′T / 35,04°B 108,35°T                        | 8 tháng 12 năm 1906  | Trên một tuyến đường mòn cổ đại Đông-Tây là một doi đất đá sa thạch tuyệt vời với một hồ nước tại đó. Doi đất có những chữ viết từ thế kỷ XVII cũng như các bức tranh cổ được thực hiện bởi người Pueblo cổ đại. |
| Nhà nước đầu tiên                                        |          | NPS       | Delaware                                                              | 25 tháng 3 năm 2013  | Nằm chủ yếu ở bang Delaware nhưng kéo dài vào Pennsylvania, tượng đài này nhằm ghi nhớ bang Delaware là Nhà nước phê chuẩn Hiến pháp đầu tiên, cùng với đó là Quận Lịch sử Dover Green bao gồm 79 tòa nhà được xây dựng vào thế kỷ XVIII, Khu phức hợp New Castle Court House (Bảo tàng Tòa án New Castle, New Castle Green, Nhà cảnh sát trưởng New Castle) và tài sản quốc gia Woodlawn. Tượng đài này giúp Delaware là bang cuối cùng có tài sản do Cục Công viên Quốc gia Hoa Kỳ quản lý.                                 |
| Florissant                                               |          | NPS       | Colorado 38°55′B 105°16′T / 38,92°B 105,27°T                          | 20 tháng 8 năm 1969  | Hóa thạch cực kỳ lớn của loài tùng bách cùng các loài côn trùng và thực vật cổ đại tiết lộ một cảnh quan rất khác nhau tại Colorado cách đây gần 35 triệu năm trước trong thế Eocene. |
| Pháo đài Frederica                                       |          | NPS       | Georgia 31°13′26″B 81°23′35″T / 31,224°B 81,393°T                     | 26 tháng 5 năm 1936  | Được xây dựng bởi James Oglethorpe giữa năm 1736 tới 1748, những tàn tích của một pháo đài và thị trấn bảo vệ biên giới phía nam của thuộc địa Anh ở bang Georgia trước những cuộc tấn công của người Tây Ban Nha. Pháo đài này cách không xa vị trí đã từng diễn ra Trận chiến Bloody Marsh. |
| Pháo đài Matanzas                                        |          | NPS       | Florida 29°42′54″B 81°14′20″T / 29,715°B 81,239°T                     | 15 tháng 10 năm 1924 | Pháo đài này được người Ban Nha xây dựng vào năm 1740 bảo vệ kênh Matanzas Inlet, cửa ngõ phía nam của sông Matanzas, cho phép truy cập vào St Augustine. Di tích được quản lý kết hợp với Di tích quốc gia Pháo đài San Marcos và cũng bảo vệ 100 mẫu Anh (0,40 km 2) của những đầm lầy muối và đảo chắn. |
| Pháo đài McHenry                                         |          | NPS       | Maryland 39°15′47″B 76°34′44″T / 39,263°B 76,579°T                    | 3 tháng 3 năm 1925   | Đây là nơi duy nhất là một Tượng đài quốc gia và di tích lịch sử, Pháo đài McHenry là một pháo đài hình ngôi sao nổi tiếng với vai trò của nó trong chiến tranh năm 1812 khi bảo vệ thành công cảng Baltimore trước một cuộc tấn công của Hải quân Anh. Nó lấy cảm hứng từ bài hát "The Star-Spangled Banner" được viết bởi Francis Scott Key. |
| Pháo đài Monroe                                          |          | NPS       | Virginia 37°00′14″B 76°18′29″T / 37,004°B 76,308°T                    | 1 tháng 11 năm 2011  | Đài tưởng niệm quốc gia Pháo đài Monroe bao gồm 170 tòa nhà lịch sử và gần 200 mẫu Anh tài nguyên thiên nhiên, trong đó có 8 dặm của bờ sông, 3,2 dặm bãi biển trên vịnh Chesapeake và các phần còn lại của vùng đất ngập nước, bến du thuyền và vùng đầm phá nhỏ. |
| Pháo đài Ord                                             |          | BLM       | California36°38′21″B 121°44′07″T / 36,639167°B 121,735278°T           | 20 tháng 4 năm 2012  | Pháo đài Ord phục vụ cho Quân đội Hoa Kỳ từ năm 1917-1994. Hầu hết diện tích đất của pháo đài bây giờ là Đài tưởng niệm quốc gia, do Cục Quản lý đất đai Hoa Kỳ quản lý như một phần của hệ thống bảo tồn cảnh quan quốc gia. |
| Pháo đài Pulaski                                         |          | NPS       | Georgia 32°01′37″B 80°53′24″T / 32,027°B 80,89°T                      | 15 tháng 10 năm 1924 | Năm 1862, trong cuộc Nội chiến Hoa Kỳ, quân đội Liên minh thử nghiệm thành công một rãnh pháo chống lại những bức tường gạch bảo vệ đã lỗi thời. Pulaski được sử dụng như là một nơi giam giữ tù binh chiến tranh. Tượng đài quốc gia này bao gồm hầu hết đảo Cockspur (vị trí pháo đài) và tất cả các đảo liền kề McQueens. |
| Pháo đài Stanwix                                         |          | NPS       | New York 43°13′05″B 75°27′32″T / 43,218°B 75,459°T                    | 21 tháng 8 năm 1935  | Pháo đài Stanwix bảo vệ một portage được gọi là Oneida Carry trong chiến tranh Pháp và Indian. Năm 1768, Hiệp ước Pháo đài Stanwix đã được đàm phán giữa người Anh và người Iroquois, dẫn đến tình trạng thù địch vẫn tiếp tục diễn ra. Pháo đài trở thành đống đổ nát và được xây dựng lại vào cuối những năm 1970. |
| Pháo đài Sumter                                          |          | NPS       | South Carolina 32°45′07″B 79°52′26″T / 32,752°B 79,874°T              | 28 tháng 4 năm 1948  | Pháo đài Sumter là một hệ thống pháo đài ven biển thứ ba trong hệ thống bảo vệ bờ biển nằm ở bến cảng Charleston, Nam Carolina. Nó được biết đến như là nơi bắt đầu cuộc Nội chiến Mỹ bị sa thải, ở Trận chiến Pháo đài Sumter. Gần đó là Pháo đài Moultrie là một đơn vị của di tích này, được xây dựng từ cảm hứng của loài Sabal palmetto truyền cảm hứng cho lá cờ (Nhà nước Palmetto) của Nam Carolina. |
| Pháo đài Union                                           |          | NPS       | New Mexico 35°55′30″B 105°00′32″T / 35,925°B 105,009°T                | 5 tháng 4 năm 1956   | Một căn cứ tại biên giới và kho cung cấp vào cuối thế kỷ XIX, nó nằm tại ở giao lộ của các nhánh núi tại Đường mòn Santa Fe. |
| Hóa thạch Butte                                          |          | NPS       | Wyoming 41°52′B 110°46′T / 41,86°B 110,77°T                           | 23 tháng 10 năm 1972 | Hóa thạch Butte lưu giữ 50 triệu năm tuổi Hình thành sông Green, là nơi bảo quản tốt nhất các hóa thạch cổ sinh vật học cộng đồng Phân đại Đệ Tam ở Bắc Mỹ. Hóa thạch bao gồm các loài cá, cá sấu, dơi, rùa, ngựa, côn trùng và nhiều loài động thực vật cho thấy rằng khu vực này trước đây có khí hậu cận nhiệt đới, lưu vực nước ngọt cho đến khi các trầm tích tích lũy dày lên, trong khoảng 2 triệu năm trước. |
| Nơi sinh ra của George Washington                        |          | NPS       | Virginia 38°11′10″B 76°55′50″T / 38,1861°B 76,9305°T                  | 23 tháng 1 năm 1930  | Đại diện cho một trang trại thuốc lá tại Virginia vào thế kỷ XVIII, đây là nơi sinh ra và cuộc sống thời niên thiếu của George Washington. Lối vào bao gồm một Đài tưởng niệm cột tháp bằng đá cẩm thạch từ Vermont, là bản sao có kích cỡ bằng một phần mười của Đài tưởng niệm Washington ở Washington, D.C.. Tại đây còn có nhà, nhà bếp, lò rèn, vườn cây, trang trại và nghĩa trang chôn cất gia đình Washington. |
| George Washington Carver                                 |          | NPS       | Missouri 36°59′10″B 94°21′14″T / 36,986°B 94,354°T                    | 14 tháng 7 năm 1943  | Trang web bảo tồn trang trại của Moses Carver, là ngôi nhà thời niên thiếu của George Washington Carver, một nhà khoa học, thực vật học và nhà giáo dục đã phát triển nhiều công dụng của đậu phộng. Đây là tượng đài quốc gia đầu tiên dành riêng cho một người Mỹ gốc Phi đầu tiên và một nhân vật không phải là tổng thống. |
| Sequoia khổng lồ                                         |          | USFS      | California 36°02′B 118°30′T / 36,04°B 118,5°T                         | 15 tháng 4 năm 2000  | Di tích bao gồm 38 trong số 39 cây Sequoia khổng lồ trong rừng quốc gia Sequoia, chiếm khoảng một nửa số cây Sequoia hiện còn tồn tại. Tượng đài này có một trong số mười cây Sequoia khổng lồ lớn nhất, Cây Sequoia khổng lồ Boole. Nó thuộc bộ phận của hai vườn quốc gia Kings Canyon và Sequoia. |
| Vách đá Gila Dwellings                                   |          | NPS       | New Mexico 33°14′B 108°17′T / 33,24°B 108,28°T                        | 16 tháng 11 năm 1907 | Nằm trong Khu vực hoang dã Gila, người dân của nền văn hóa Mogollon sống trong những ngôi nhà trên những vách đá cao 180 feet (55 m) từ thập niên 1280 đến đầu thế kỷ XIV. Họ sống trong hang động với nhiều trong số đó có tới 46 phòng. Henry B. Ailman đã phát hiện ra chúng vào năm 1878. |
| Đảo Governors                                            |          | NPS       | New York 40°41′28″B 74°00′58″T / 40,691°B 74,016°T                    | 19 tháng 1 năm 2001  | Từ năm 1783-1966, Đảo Governors tại cảng New York là một nơi đóng của Lục quân Hoa Kỳ, và từ năm 1966-1996 Tuần duyên Hoa Kỳ đặt tại đây. Nằm trên đảo là Lâu đài Williams và Pháo đài Jay, phục vụ như là tiền đồn để bảo vệ thành phố New York trước sự tấn công trên biển. |
| Grand Canyon-Parashant                                   |          | BLM, NPS  | Arizona 36°24′B 113°42′T / 36,4°B 113,7°T                             | 11 tháng 1 năm 2000  | Nằm trên bờ phía bắc của Grand Canyon, đây là một cảnh quan ấn tượng bao gồm một loạt các khu vực có giá trị về khoa học cũng như lịch sử. Tượng đài có diện tích 1.017.000 mẫu Anh (4.120 km 2), trong đó có khoảng 20.000 ha diện tích nằm trong Khu giải trí Quốc gia Hồ Mead; Cùng với đó là vị trí của Grand Canyon-Parashant xa với khu vực dân cư nên nó được đồng quản lý bởi Cục Công viên Quốc gia và Cục Quản lý đất đai. Không có con đường lát đá hoặc dịch vụ du lịch nào cả cho du khách khi ghé thăm nơi đây. |
| Grand Portage                                            |          | NPS       | Minnesota 47°58′B 89°41′T / 47,96°B 89,68°T                           | 27 tháng 1 năm 1960  | Nằm trên bờ bắc của hồ Superior ở đông bắc bang Minnesota, tượng đài này bảo tồn một trung tâm quan trọng về buôn bán lông thú và di sản của người bản địa Ojibwe Anishinaabe. Tượng đài là một lối đi bộ dài 8,5 dặm (13,7 km) qua các ghềnh thác của sông Pigeon trước khi nó chảy vào hồ Superior.Con đường là một phần lịch sử của tuyến đường thương mại của người Pháp-Canada đi biển và thám hiểm. |
| Grand Staircase-Escalante                                |          | BLM       | Utah 37°24′B 111°41′T / 37,4°B 111,68°T                               | 18 tháng 9 năm 1996  | Bảo tồn 1.900.000 mẫu Anh (7.700 km2), tượng đài bao gồm các chuỗi trầm tích Grand Staircase, Cao nguyên Kaiparowits, và Hẻm núi Escalante. Nó là địa điểm đáng chú ý về địa chất và hóa thạch cổ sinh vật học được phát hiện, và nó là di tích đầu tiên được quản lý bởi Cục quản lý đất đai. |
| Hagerman Fossil Beds                                     |          | NPS       | Idaho 42°47′B 114°57′T / 42,79°B 114,95°T                             | 18 tháng 11 năm 1988 | Di tích này có chứa số lượng lớn nhất các hóa thạch của loài ngựa Hagerman ở Bắc Mỹ. Nó bảo vệ hóa thạch có niên đại từ cuối kỷ Pliocene, cách đây 3,5 triệu năm. Những thực vật và động vật đại diện cho cái nhìn cuối cùng của thời gian đã tồn tại trước khi băng hà, và sự xuất hiện sớm nhất của hệ thực vật và động vật hiện đại. |
| Hanford Reach                                            |          | FWS       | Washington 46°29′B 119°32′T / 46,48°B 119,53°T                        | 8 tháng 6 năm 2000   | Được tạo ra từ những gì là khu vực vùng đệm của Lò phản ứng hạt nhân Hanford, khu vực này đã bị ảnh hưởng bởi sự phát triển từ năm 1943. Đây là một phần của Cao nguyên Sông Columbia được hình thành bởi những dòng dung nham bazan và xói mòn bởi nước, và được đặt theo tên theo dòng chảy tự nhiên Hanford Reach, đây là phần chảy tự nhiên cuối cùng của sông Columbia. |
| Tuyến đường sắt ngầm Harriet Tubman                      |          | NPS, FWS  | Maryland                                                              | 25 tháng 3 năm 2013  | Harriet Tubman là một cựu nô lệ, người trở thành một nhà hoạt động về đường sắt ngầm trước Nội chiến Hoa Kỳ, lTài sản bao gồm các địa điểm liên quan đến cuộc sống của Tubman bao gồm kênh đào Stewart do những người nô lệ xây dựng và ngôi nhà của Jacob Jackson. |
| Hohokam Pima                                             |          | NPS       | Arizona 33°11′B 111°55′T / 33,19°B 111,91°T                           | 21 tháng 10 năm 1972 | Hohokam Pima là một phần của Khu vực người bản địa Mỹ Gila River và không mở cửa cho công chúng. Tượng đài này bảo tồn Snaketown - Một khu vực dân cư, chôn cất và địa điểm khảo cổ của văn hóa Hohokam sống trong khu vực cho đến năm 1500. |
| Homestead                                                |          | NPS       | Nebraska 40°17′06″B 96°49′19″T / 40,285°B 96,822°T                    | 19 tháng 3 năm 1936  | Nhà cửa vườn tược của Daniel Freeman, người đầu tiên khiếu nại Đạo luật về Quyền sở hữu đất 1862 được công nhận bởi Quốc hội Hoa Kỳ giờ đây là một Tượng đài Quốc gia bao gồm nơi chôn cất của Daniel Freeman, trung tâm du khách, một vùng đồng cỏ cao, và Trường Freeman. |
| Hovenweep                                                |          | NPS       | Colorado, Utah 37°23′B 109°05′T / 37,38°B 109,08°T                    | 2 tháng 3 năm 1923   | Hovenweep có sáu cụm di tích của người Mỹ bản địa. Trong đó, Holly Canyon, Hackberry Canyon, Cutthroat Castle và Goodman Point nằm ở bang Colorado và Square Tower, Cajon là ở bang Utah. Những người Pueblo sống trong khu vực Hovenweep trong khoảng từ năm 1150-1350. |
| Rừng Ironwood                                            |          | BLM       | Arizona 32°28′B 111°34′T / 32,46°B 111,57°T                           | 9 tháng 6 năm 2000   | Nằm trong Sa mạc Sonoran, tại đây có mật độ đáng kể của loài Olneya tesota và hai loài động thực vật nguy cấp khác. Có khoảng 200 địa điểm khảo cổ trong khu vực khảo cổ Hohokam đã được xác định, có niên đại từ năm 600 tới 1450. |
| Hang Jewel                                               |          | NPS       | Nam Dakota 43°44′B 103°50′T / 43,73°B 103,83°T                        | 7 tháng 2 năm 1908   | Jewel là hang động dài thứ hai trên thế giới, với khoảng 141 dặm (227 km). Nằm trong khu vực đồi núi Black Hills, nó được phát hiện vào năm 1900 và được đặt tên như vậy bởi các tinh thể Canxit. |
| Thung lũng Hóa thạch John Day                            |          | NPS       | Oregon 44°40′B 120°03′T / 44,67°B 120,05°T                            | 26 tháng 10 năm 1974 | Nằm trong Lưu vực sông John Day, đây là khu vực hóa thạch được bảo quản tốt, với đầy đủ hóa thạch của hơn 40 loài động thực vật có niên đại 65 triệu năm trước thuộc kỷ nguyên Kainozoi. Các di tích được chia thành ba khu vực theo màu sắc của chúng: Painted Hills; Sheep Rock; và Clarno. Những màu sắc này tạo ra từ tro núi lửa, sự xói mòn, các khoảng sản tạo thành các địa tầng. |
| Kasha-Katuwe Tent Rocks                                  |          | BLM       | New Mexico 35°40′B 106°25′T / 35,67°B 106,42°T                        | 17 tháng 1 năm 2001  | Kasha-Katuwe được biết đến với địa chất của lớp đất đá và tro núi lửa sau một vụ phun trào núi lửa. Theo thời gian, thời tiết và xói mòn của các lớp đất đá đã tạo ra các hẻm núi và cột đá hình nấm. |
| Lava Beds                                                |          | NPS       | California 41°43′B 121°31′T / 41,71°B 121,51°T                        | 21 tháng 11 năm 1925 | Đây là địa điểm tập trung lớn nhất của ống dung nham trong hang động ở Bắc Mỹ. Nó cũng bao gồm Petroglyph Point, một trong số những bộ sưu tầm nghệ thuật đá của người Mỹ bản xứ lớn nhất. Các di tích nằm trên sườn phía đông bắc của Núi lửa Hồ Medicine, núi lửa lớn nhất trong Dãy núi Cascade. |
| Chiến trường Little Bighorn                              |          | NPS       | Montana 45°34′B 107°26′T / 45,57°B 107,43°T                           | 1 tháng 7 năm 1940   | Di tích này lưu giữ dấu tích của Trận Little Bighorn 1876 giữa George Armstrong Custer của Trung đoàn 7 Kỵ binh với người Lakota - Bắc Cheyenne và Arapaho. Ngày nay, nó trở thành Nghĩa trang Quốc gia Custer, và Chiến trường Reno-Benteen. |
| Rãnh Mariana                                             |          | FWS       | Quần đảo Bắc Mariana, Guam 20°B 145°Đ / 20°B 145°Đ                    | 6 tháng 1 năm 2009   | Bao gồm hơn 95.000 dặm vuông Anh (250.000 km2), tượng đài biển này bao gồm các vùng biển và vùng đất ngập nước của ba hòn đảo cực bắc thuộc quần đảo Mariana. Tại đây có 22 núi lửa và Rãnh Mariana, là rãnh đại dương sâu nhất được biết đến. |
| Vịnh hẹp Misty                                           |          | USFS      | Alaska 55°37′B 130°37′T / 55,62°B 130,61°T                            | 1 tháng 12 năm 1978  | Nằm trong Rừng quốc gia Tongass và được gọi là Yosemite của phương Bắc vì địa chất tương tự của nó, nó cũng chứa các tiền chất của Molypden, là một trong những khu vực có trữ lượng khoáng sản lớn nhất thế giới. Trong suốt đài tưởng niệm là màu sáng trắng của đá granit có niên đại khoảng 50 đến 70 triệu năm tuổi (Eocene tới Creta), đã được chạm khắc bởi các sông băng tạo ra những máng hình chữ U. |
| Pháo đài Montezuma                                       |          | NPS       | Arizona 34°37′B 111°50′T / 34,61°B 111,84°T                           | 8 tháng 12 năm 1906  | Pháo đài Montezuma là một trong số ít những ngôi nhà vách đá được bảo quản tốt nhất đến ngày nay. Nó được xây dựng và được sử dụng bởi những người Sinagua thời kỳ tiền Columbus những năm 1400. Các di tích cũng bao gồm cả Montezuma Well, là hệ thống hồ và đường dẫn nước tưới tiêu từ thế kỷ thứ VIII. |
| Núi St Helens                                            |          | USFS      | Washington 46°14′B 122°11′T / 46,23°B 122,18°T                        | 27 tháng 8 năm 1982  | Sau sự phun trào của núi St Helens 1980, khu vực này được dành cho nghiên cứu, giải trí và giáo dục. |
| Muir Woods                                               |          | NPS       | California 37°53′B 122°35′T / 37,89°B 122,58°T                        | 9 tháng 1 năm 1908   | Là phần của Khu giải trí Quốc gia Cầu Cổng Vàng, nó bảo vệ một trong những khu rừng nguyên sinh cuối cùng của loài Sequoia sempervirens trong khu vực vịnh San Francisco. |
| Cầu tự nhiên                                             |          | NPS       | Utah 37°35′B 110°00′T / 37,58°B 110°T                                 | 16 tháng 4 năm 1908  | Nằm ở ngã ba của White Canyon và Armstrong Canyon, nó là một phần dòng chảy của sông Colorado.Ngoài ra, tại đây còn có ba cây cầu tự nhiên Kachina, Owachomo, và Sipapu, trong đó Sipapu là cây cầu tự nhiên lớn thứ hai trên thế giới, được chạm khắc từ đá sa thạch trắng trong kỷ Permi của hình thành sa thạch Cedar Mesa. |
| Navajo                                                   |          | NPS       | Arizona 36°41′B 110°32′T / 36,68°B 110,53°T                           | 20 tháng 3 năm 1909  | Đài tưởng niệm này bảo tồn ba ngôi nhà trong vách đá còn nguyên vẹn nhất của tổ tiên người Pueblo, Anasazi. Tượng đài nằm trên cao nguyên Shonto, nhìn ra hẻm núi Tsegi thuộc lãnh thổ tự chủ Navajo ở miền Bắc Arizona. |
| Newberry                                                 |          | USFS      | Oregon 43°41′B 121°15′T / 43,69°B 121,25°T                            | 5 tháng 11 năm 1990  | Nằm tại Rừng quốc gia Deschutes, tượng đài bảo vệ các khu vực xung quanh núi lửa Newberry cũng như các tính năng địa chất của nó. Nó bao gồm hơn 50.000 mẫu Anh (200 km2) của các hồ, dòng dung nham, và các tính năng địa chất khác. |
| Ocmulgee                                                 |          | NPS       | Georgia 32°50′B 83°37′T / 32,83°B 83,61°T                             | 23 tháng 12 năm 1936 | Ocmulgee lưu giữ dấu vết hơn 10 ngàn năm của nền văn hóa bản địa Đông Nam, bao gồm các gò đất của văn hóa Mississippi. Từ những thợ săn thời Kỷ băng hà cho đến những người bản địa Muscogee trong quá khứ, có bằng chứng của ít nhất 10.000 năm sống của con người tại đây. Từ năm 900 tới 1150, một xã hội nông nghiệp đã hình thành tại đây, gần sông Ocmulgee. |
| Các hang Oregon                                          |          | NPS       | Oregon 42°06′B 123°25′T / 42,1°B 123,41°T                             | 12 tháng 7 năm 1909  | Đài tưởng niệm này nổi tiếng với hang động đá cẩm thạch, cũng như hóa thạch Pleistocen của báo đốm và gấu được tìm thấy trong các hang động sâu. Có bốn biệt thự chính tại đây là: Biệt thự Các hang Oregon, Ranger Residence, Chalet, và Dormitory cổ. |
| Organ Pipe Cactus                                        |          | NPS       | Arizona 32°02′B 112°52′T / 32,04°B 112,86°T                           | 13 tháng 4 năm 1937  | Đây là nơi duy nhất ở Hoa Kỳ có loài xương rồng Stenocereus thurberi tự nhiên. Có rất nhiều các loại xương rồng và thực vật sa mạc có nguồn gốc từ khu vực sa mạc Sonoran. Bates Well Ranch và Dos Lomitas Ranch cũng nằm trong di tích này. |
| Dãy núi Organ-Các đỉnh núi Sa mạc                        |          | BLM       | New Mexico 32°18′B 106°33′T / 32,3°B 106,55°T                         | 21 tháng 5 năm 2014  | Các khu bảo tồn bao gồm năm dãy núi cao trên Hoang mạc Chihuahua: Dãy núi Robledo, Sierra de las Uvas, Doña Ana, Organ và Potrillo. Có khoảng 870 loài thực vật có mạch có mặt tại đây, và khu vực này phổ biến cho hoạt động đi bộ đường dài và leo núi. |
| Các tiểu đảo xa thuộc Thái Bình Dương                    |          | FWS       | Các tiểu đảo xa của Hoa Kỳ, Tây Nam Hawaii                            | 6 tháng 1 năm 2009   | Các di tích biển bao gồm Đảo Baker, Howland, Jarvis, Wake, Đảo san hô Johnston, Palmyra và Rạn san hô Kingman, đây là khu vực thuộc Thái Bình Dương, Tây nam quần đảo Hawaii. Đây là khu bảo tồn biển xa xôi nhất thuộc chủ quyền của một quốc gia. Tượng đài này bảo vệ các loài đặc hữu bao gồm san hô, cá, động vật có vỏ, động vật có vú biển, chim biển, chim mặt đất, mặt nước, côn trùng và nhiều loài thực vật không tìm thấy được ở bất cứ nơi nào khác.                                                             |
| Biển Papahānaumokuākea                                   |          | NOAA, FWS | Hawaii, Các tiểu đảo xa của Hoa Kỳ 25°42′B 171°44′T / 25,7°B 171,73°T | 15 tháng 6 năm 2006  | Bao gồm 140.000 dặm vuông Anh (360.000 km2) diện tích vùng biển và 10 đảo, đảo san hô thuộc quần đảo Tây Bắc Hawaii bao gồm cả Đảo san hô Midway, đây là Khu Bảo tồn biển lớn nhất trên thế giới. Nó lớn hơn 46 tiểu bang cũng như lớn gấp 7 lần tất cả các khu bảo tồn biển khác của Hoa Kỳ cộng lại. |
| Petroglyph                                               |          | NPS       | New Mexico 35°10′B 106°46′T / 35,16°B 106,76°T                        | 27 tháng 6 năm 1990  | Đài tưởng niệm này bảo vệ một loạt các giá trị tự nhiên và văn hóa, trong đó có năm núi lửa hình nón, hàng trăm địa điểm khảo cổ và ước tính 25.000 hình ảnh chạm khắc của các dân tộc bản địa và người định cư tiền Tây Ban Nha. Nó nằm trên Tây Mesa, một núi lửa với các vách đá bazan. |
| Pipe Spring                                              |          | NPS       | Arizona 36°52′B 112°44′T / 36,86°B 112,73°T                           | 31 tháng 5 năm 1923  | Phong phú với những di tích của Người châu Mỹ bản địa, địa điểm này cho thấy tổ tiên người Pueblo và Kaibab Paiute đã từng sống trong khu vực sa mạc khô cằn này với các hoạt động thu thập giống cây trồng, săn bắt, trồng trọt trong suốt 1.000 năm. |
| Pipestone                                                |          | NPS       | Minnesota 44°01′B 96°20′T / 44,01°B 96,33°T                           | 25 tháng 8 năm 1937  | Đài tưởng niệm này bảo tồn mỏ đá truyền thống catlinite được sử dụng trong các nghi lễ hút thuốc hòa bình, cực kỳ quan trọng của những người bản địa châu Mỹ. Các mỏ đá là địa điểm thiêng liêng đối với những người Sioux và Lakota và là lãnh thổ trung lập, nơi mà tất cả các bộ lạc có thể đến mỏ đá. |
| Cột Pompeys                                              |          | BLM       | Montana 45°59′24″B 108°00′04″T / 45,99°B 108,001°T                    | 17 tháng 1 năm 2001  | Pompeys là cột đá sa thạch cao 150 foot (46 m) hình thành từ cuối kỷ Phấn trắng, bên cạnh sông Yellowstone. Nó có một sự phong phú các bức tranh khắc đá của người Mỹ bản địa, cũng như chữ ký của William Clark, người đã đặt tên sự hình thành sau khi Sacagawea người đi cùng đoàn đã sinh ra một đứa con trai.. |
| Poverty Point                                            |          | NPS       | Louisiana 32°38′B 91°25′T / 32,63°B 91,41°T                           | 31 tháng 10 năm 1988 | Poverty Point là một địa điểm khảo cổ thời tiền sử có niên đại từ giữa năm 1650 đến 700 trước Công nguyên, bao gồm sáu vòng gò đất và bảy gò đất. Đường kính của vòng gò đất bên ngoài cùng là 0,75 dặm (1,21 km). Gò đất lớn nhất cao tới 51 feet (16 m) và là gò đất cao thứ hai tại Bắc Mỹ. Tượng đài quốc gia này cũng đã được UNESCO công nhận là Di sản thế giới vào năm 2014. |
| Di tích thời tiền sử Trackways                           |          | BLM       | New Mexico 32°21′B 106°54′T / 32,35°B 106,9°T                         | 30 tháng 3 năm 2009  | Trackways có dấu tích hóa thạch của nhiều loài lưỡng cư Paleozoi, bò sát, và côn trùng, cũng như các loài thực vật và gỗ hóa thạch có niên đại khoảng 280 triệu năm. (Luật công số 111-11) |
| Căn nhà của Tổng thống Lincoln tại Nhà Quân nhân         |          | AFRH      | Đặc khu Columbia 38°56′30″B 77°00′42″T / 38,9416°B 77,0117°T          | 7 tháng 7 năm 2000   | Tổng thống Abraham Lincoln và gia đình cư trú theo mùa tại đây. Năm 1851, nó là nơi dành cho các cựu chiến binh vô gia cư và người tàn tật. Nhà được đồng quản lý bởi Ủy nhiệm Quốc gia về bảo tồn Di tích Lịch sử. |
| Rainbow Bridge                                           |          | NPS       | Utah 37°05′B 110°58′T / 37,08°B 110,96°T                              | 30 tháng 5 năm 1910  | Cầu Rainbow là một trong những cây câu tự nhiên lớn nhất thế giới. Nó cao 290 feet (88 m) và dài 275 feet (84 m); một đầu của cây cầu dày 42 feet (13 m) và đầu còn lại là 33 feet (10 m). Nó được hình thành từ đá sa thạch trong kỷ Triat và kỷ Jura. |
| Río Grande del Norte                                     |          | BLM       | New Mexico 36°40′00″B 105°42′00″T / 36,66667°B 105,7°T                | 25 tháng 3 năm 2013  | Khu vực này bao gồm một phần của Hẻm Rio Grande và những núi lửa đã tắt thuộc vành đai núi lửa Cao nguyên Taos. Có rất nhiều các hiện vật khảo cổ học và lịch sử bao gồm các bức tranh khắc đá và là nhà của một loạt các loài động vật hoang dã. |
| Biển Rose Atoll                                          |          | FWS       | Quần đảo Samoa 14°33′N 168°32′T / 14,55°N 168,54°T                    | 6 tháng 1 năm 2009   | Tượng đài biển này bao gồm hai hòn đảo nhỏ của Đảo san hô Rose, một đầm phá và một rạn san hô ở phía đông của Samoa thuộc Mỹ. Đây là điểm cực nam trong tất cả các khu vực mà Hoa Kỳ kiểm soát. |
| Hang Russell                                             |          | NPS       | Alabama 34°58′B 85°48′T / 34,97°B 85,8°T                              | 11 tháng 5 năm 1961  | Được công nhận bởi Hiệp hội Địa lý Quốc gia Hoa Kỳ, lối vào chính của hang động đặc biệt lớn đã được sử dụng như một nơi trú ẩn thời tiền sử cho người thổ dân châu Mỹ sớm nhất ở miền đông nam Hoa Kỳ. Đá tại hang Russell được hình thành hơn 300 triệu năm trước ở dưới cùng của một biển nội địa bao phủ khu vực. |
| Salinas Pueblo Missions                                  |          | NPS       | New Mexico 34°16′B 106°04′T / 34,26°B 106,06°T                        | 1 tháng 11 năm 1909  | Trước đây gọi là Di tích quốc gia Gran Quivira, nó là nơi mà cộng đồng người Mỹ bản địa Tiwa và Tompiro nói tiếng Pueblo sống khi Tây Ban Nha truyền giáo dòng Phanxicô đến đây trong thế kỷ XVII. Những gì còn lại là tàn tích của bốn nhà thờ truyền giáo tại Quarai, Abó, Gran Quivira, và Las Humanas. |
| Quần đảo San Juan                                        |          | BLM       | Washington                                                            | 25 tháng 3 năm 2013  | Quần đảo San Juan ở Puget Sound có nhiều ngọn hải đăng lịch sử cũng như cảnh quan gồ ghề. Đây là môi trường sống cho cá voi sát thủ, đại bàng, và hải cẩu cùng cảnh quan tuyệt đẹp cho hoạt động giải trí như đi thuyền kayak, ngắm chim và các hoạt động khác. |
| Dãy núi Santa Rosa và San Jacinto                        |          | BLM, USFS | California 33°48′B 116°42′T / 33,8°B 116,7°T                          | 24 tháng 10 năm 2000 | Đài tưởng niệm này lưu giữ phần lớn của phạm vi dãy Santa Rosa và San Jacinto, phía bắc của bán đảo Ranges. Phần còn lại thuộc rừng quốc gia San Bernardino và khu bảo tồn sa mạc California. |
| Scotts Bluff                                             |          | NPS       | Nebraska 41°50′B 103°42′T / 41,83°B 103,7°T                           | 12 tháng 12 năm 1919 | Scotts Bluff là một hình dạng địa chất quan trọng thế kỷ XIX, một cột mốc trên đường mòn Oregon và Mormon. Nó chứa nhiều dốc đứng ở phía nam của sông Bắc Platte, nhưng nó được đặt theo tên một cách ngẫu hứng là Scotts Bluff tăng dần lên độ cao 830 feet (250 m) ở trên các vùng đồng bằng quanh nó. Tượng đài gồm năm hình thành đá là Crown Rock, Dome Rock, Eagle Rock, Saddle Rock, và Sentinel Rock. |
| Hoang mạc Sonoran                                        |          | BLM       | Arizona 33°00′B 112°28′T / 33°B 112,46°T                              | 17 tháng 1 năm 2001  | Đài tưởng niệm này bảo vệ một phần nhỏ của sa mạc Sonoran. Nó là nơi có nhiều loài nguy cấp liên bang và cũng có ba khu vực là khu vực hoang dã, khu vực khảo cổ với nhiều địa điểm khảo cổ và lịch sử quan trọng, và tàn tích của một số con đường mòn lịch sử quan trọng. |
| Nữ thần Tự do                                            |          | NPS       | New York, New Jersey 40°41′B 74°02′T / 40,69°B 74,04°T                | 15 tháng 10 năm 1924 | Bức tượng mang tính biểu tượng này được đặt trên đảo Liberty vào năm 1886 với chiều cao 151 feet (46 m), kỷ niệm 100 năm của việc ký kết Tuyên ngôn độc lập Hoa Kỳ, là một cử chỉ hữu nghị từ Pháp đến Mỹ về việc Khai sáng Tự do thế giới và là một biểu tượng chào đón người nhập cư đến Mỹ. Bức tượng được liệt kê như là một Di sản thế giới vào năm 1984. Cùng với đó, tượng đài bao gồm cả các di tích lịch sử trên đảo Ellis, nơi mà có trạm tiếp nhận 12 triệu người nhập cư vào Mỹ và toàn bộ Đảo Bedloe.            |
| Miệng núi lửa Sunset                                     |          | NPS       | Arizona 35°22′B 111°30′T / 35,36°B 111,5°T                            | 30 tháng 5 năm 1930  | Miệng núi lửa Sunset là ngọn núi trẻ nhất trong chuỗi các núi lửa thuộc vành đai núi lửa San Francisco, liên quan đến Các đỉnh San Francisco. Lần phun trào cuối cùng của núi lửa là vào thế kỷ XIII, với hình nón và đất đá màu đỏ và màu cam tươi sáng khi nó phun trào đã tạo ra cái tên núi lửa. |
| Hang Timpanogos                                          |          | NPS       | Utah 40°26′B 111°43′T / 40,44°B 111,71°T                              | 14 tháng 10 năm 1922 | Hệ thống hang động Timpanogos là trong phạm vi dãy Wasatch trong hẻm núi American Fork. Ba hang động chính có thể truy cập: hang Hansen, hang Middle và Timpanogos. Nhiều tính năng của những hang động đầy màu sắc và thạch nhũ nhiều hình dạng có thể được tìm thấy ở đây. |
| Tonto                                                    |          | NPS       | Arizona 33°39′B 111°05′T / 33,65°B 111,09°T                           | 21 tháng 10 năm 1907 | Nằm trên bờ đông bắc của sa mạc Sonoran dọc theo sông Salt, Tonto bảo tồn hai ngôi nhà trên vách đá đã bị chiếm đóng bởi văn hóa Salado trong thế kỷ XIII đến 15. Tượng đài được bao quanh bởi Rừng quốc gia Tonto. |
| Tuzigoot                                                 |          | NPS       | Arizona 34°47′B 112°02′T / 34,79°B 112,04°T                           | 25 tháng 7 năm 1939  | Tuzigoot lưu giữ hai đến ba tầng kiến trúc Pueblo đổ nát trên đỉnh của một núi đá vôi và sườn núi sa thạch trong thung lũng Verde. Nó được xây dựng bởi người Sinagua giữa năm 1125 và 1400. |
| Phạm vi Thượng Missouri                                  |          | BLM       | Montana 47°47′B 109°01′T / 47,78°B 109,02°T                           | 17 tháng 1 năm 2001  | Một loạt các khu vực đặc trưng bởi đá dốc và đồng cỏ dọc theo 149 dặm (240 km) Cảnh quan và khu vực hoang dã quốc gia Thượng Missouri ở trung tâm Montana, đây là nơi ít nhất có 60 loài động vật có vú và hàng trăm loài chim. Charles Marion Russell thường vẽ ở đây, và hành trình thám hiểm Lewis và Clark cũng qua nơi này. |
| Vách đá Vermilion                                        |          | BLM       | Arizona 36°49′B 111°44′T / 36,81°B 111,74°T                           | 9 tháng 11 năm 2000  | Vách đá dốc bị xói mòn bao gồm chủ yếu là sa thạch, bột kết, đá vôi và đá phiến sét tăng lên đến 3.000 feet (910 m). Các trầm tích đá đã bị xói mòn trong hàng triệu năm, để lộ hàng trăm lớp địa tầng đá màu phong phú. Tượng đài bảo vệ cao nguyên Paria, vách đá Vermilion, Coyote Buttes và hẻm núi Paria. |
| Rạn san hô Quần đảo Virgin                               |          | NPS       | Quần đảo Virgin 18°19′B 64°43′T / 18,31°B 64,72°T                     | 17 tháng 1 năm 2001  | Những rạn san hô, đáy cát, thảm cỏ biển, rừng ngập mặn trong một khu vực vành đai 3 dặm (4,8 km) bao quanh đảo St John. |
| Walnut Canyon                                            |          | NPS       | Arizona 35°10′B 111°31′T / 35,17°B 111,51°T                           | 30 tháng 11 năm 1915 | Hẻm núi Walnut bảo vệ 25 vách đá là nơi xây dựng những nơi trú ẩn của người Sinagua. Nó nằm trên cao nguyên Colorado và bị cắt giảm thông qua các khối đá vôi Kaibab kỷ Permi, trong đó cho thấy nhiều hình Toroweap và sa thạch Coconino. |
| Cồn Cát Trắng                                            |          | NPS       | New Mexico 32°47′B 106°10′T / 32,78°B 106,17°T                        | 25 tháng 7 năm 1933  | Nằm bao quanh núi tại thung lũng lưu vực sông Tularosa, Cồn Cát Trắng bao gồm phần phía nam có diện tích 275 dặm vuông (710 km 2) là những cồn cát trắng tinh thể thạch cao theo đúng với tên gọi của nó. Nó hoàn toàn nằm trong Sân bay vũ trụ Cồn Cát Trắng nên mỗi khi có thử nghiệm thì tượng đài này đóng cửa. |
| Chiến tranh thế giới thứ II Anh hùng tại Thái Bình Dương |          | NPS, FWS  | Hawaii, Alaska, California                                            | 5 tháng 12 năm 2008  | Bao gồm 9 di tích tại ba bang liên quan đến chiến tranh thế giới II: Trận Trân Châu Cảng,bao gồm các tượng đài USS Arizona, Utah, và Oklahoma tại Hawaii; the Chiến dịch Quần đảo Aleutian trên Đảo Attu, Kiska, và đảo Atka tại Alaska; và Trại giam người Nhật tại Mỹ tại Tule Lake Unit ở California. |
| Wupatki                                                  |          | NPS       | Arizona 35°34′B 111°23′T / 35,56°B 111,38°T                           | 9 tháng 12 năm 1924  | Nhiều khu vực được xây dựng bởi các nền văn minh Sinagua, Cohonina, và Kayenta Anasazi nằm rải rác khắp trong tượng đài. Khoảng 2000 người Pueblo cổ đại di cư đến đây lập các trang trại sau khi một vụ phun trào thế kỷ XI của Núi lửa Sunset. |
| Nhà Yucca                                                |          | NPS       | Colorado 37°15′B 108°41′T / 37,25°B 108,69°T                          | 19 tháng 12 năm 1919 | Được công nhận là một tượng đài quốc gia, đó là một di chỉ khảo cổ lớn của người Pueblo cổ đại. Đây một trong những ngôi nhà trong làng Anasazi (Pueblo cổ đại) nằm trong Thung lũng Montezuma được những người Pueblo chiếm đóng từ năm 900 đến 1300. |